# District d'Erfurt (1816-1945)
Ne doit pas être confondu avec District d'Erfurt.
1816–1945
Entités précédentes :
- Royaume de Prusse
- Royaume de Saxe

Entités suivantes :
- Land de Thuringe

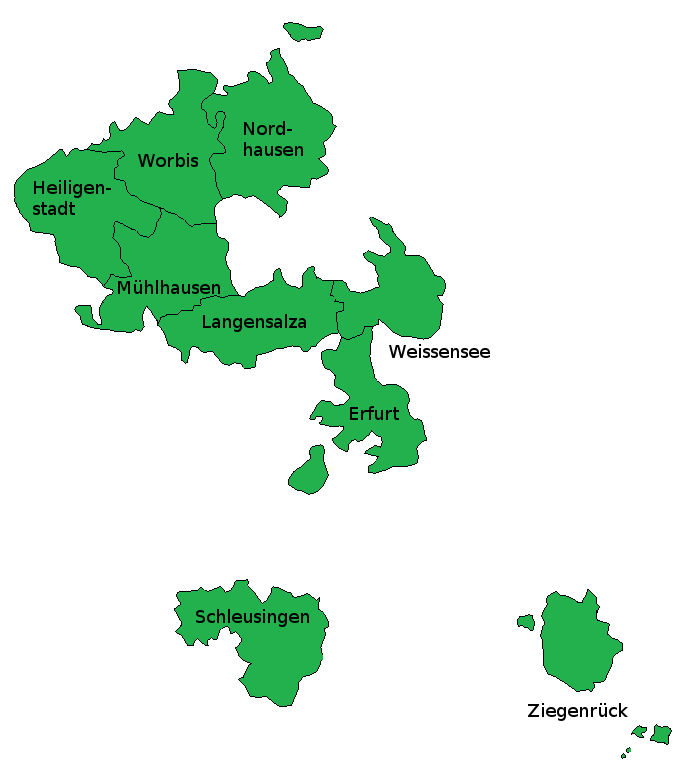
Les arrondissements du district d'Erfurt en 1820.

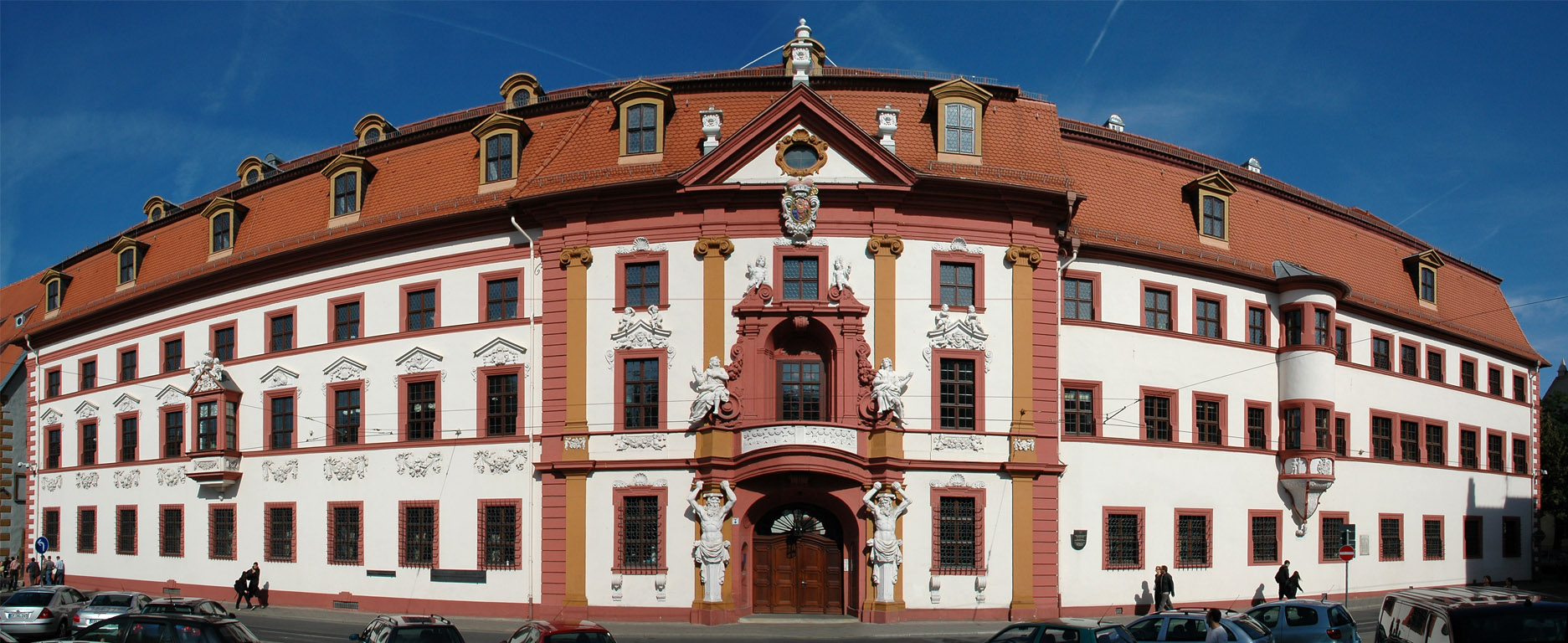
Le siège du président du district était l'ancienne Curie de Mayence à Hirschgarten, aujourd'hui la chancellerie d'État de Thuringe.

Le district d’Erfurt est un district prussien de la province de Saxe dont le siège administratif se trouve à Erfurt. Il est créé le 22 avril 1816 et dissous de facto en 1944 et officiellement en 1945. 

## Géographie
Le district d'Erfurt couvre des zones de l'actuelle Thuringe et de petites parties de Saxe-Anhalt (Benneckenstein, Bösenrode), de Basse-Saxe (Bad Sachsa, Tettenborn) et de Hesse (Neuseesen, Werleshausen). Il s'étend du Harz au nord sur l'ancienne ville libre d'Empire Nordhausen, l'Eichsfeld et la vallée de l'Unstrut, de Mühlhausen à l'ouest à Bad Langensalza et Straußfurt jusqu'à Weißensee et Sömmerda à l'est. En outre, un couloir rural étroit reliant Straußfurt à Erfurt et Kirchheim au sud, dans la vallée de la Gera, appartient au district. 
En outre, deux grandes et des nombreuses petites exclaves appartiennent au district d’Erfurt. Ce sont d’une part les arrondissements de Schleusingen dans la forêt de Thuringe et de Ziegenrück dans la Haute-Saale et d'autre part des régions plus petites autour de Mühlberg dans le Gotha, de Benneckenstein dans le Harz (jusqu’en 1932), de Kamsdorf près de Saalfeld, de Blankenberg, de Sparnberg, de Gefell et de Blintendorf à Vogtland dans la Haut-Saale. 
Les territoires adjacents sont la province de Hanovre au nord-ouest, le duché de Brunswick au nord, le district de Mersebourg au nord-est, la principauté de Schwarzbourg-Sondershausen et la principauté de Schwarzbourg-Rudolstadt au nord, le grand-duché de Saxe-Weimar-Eisenach à l'est et au sud-ouest, le duché de Saxe-Cobourg et Gotha au sud et l'électorat de Hesse puis la province de Hesse-Nassau à l'ouest. Les exclaves ont également des frontières avec le duché de Saxe-Meiningen (arrondissements de Schleusingen et Ziegenrück), la principauté Reuss branche aînée et la principauté Reuss branche cadette (arrondissement de Ziegenrück) et le royaume de Bavière (Blankenberg et Sparnberg). 
Ainsi, le district d'Erfurt comprend trois zones de paysage différentes: les basses montagnes (Harz et la forêt de Thuringe), les collines (Eichsfeld, Hainich, Vogtland) et les basses terres (bassin de Thuringe).

## Histoire
À la suite du Congrès de Vienne de 1815, le royaume de Saxe, allié à Napoléon, dut céder une partie considérable de son territoire à la Prusse. Il s’agit des régions de la Unstrut de Weißensee à l’est, à Mühlhausen à l’ouest (partie occidentale de l’ancien cercle de Thuringe), de l'arrondissement de Ziegenrück dans le Vogtland et des terres héréditaires de Henneberg dans la forêt de Thuringe (arrondissement de Schleusingen). À cela s’ajoutent les territoires d'Erfurt (avec Sömmerda) et d'Eichsfeld, ainsi que les villes libres médiatisées de Mühlhausen et de Nordhausen, tombées en 1803 entre les mains de la Prusse. Le comté d'Hohnstein, à l'ouest de Nordhausen, fait déjà partie de la Brandebourg-Prusse depuis 1648 et est également intégré dans le nouveau district (qui appartenait auparavant à la principauté épiscopale d'Halberstadt). À l'origine, l'objectif est que les régions de Stolberg dans le nord de la Thuringe et les bureaux de Heringen, Kelbra et Sachsenburg fassent partie du district mais pour diverses raisons, cela n'a pas été matérialisé. 
Après la création du district, il n’y a pratiquement aucun changement de territoire pendant une longue période. En 1816, la ville d’Erfurt est séparée de l'arrondissement d'Erfurt (de), mais en 1818, elle est réintégrée. En 1866, l'électorat de Hesse et le royaume de Hanovre sont annexés par la Prusse, qui supprime les frontières au nord et à l'ouest du district. En 1871, l'Empire allemand est fondé, ce qui donne un regain de vitalité à ce district plutôt disparate, à mesure que les frontières s'effondrent et que les états se rapprochaient. En particulier, la ville d'Erfurt a jusqu'ici énormément souffert de sa situation périphérique entre les régions de Saxe et se développe économiquement de manière médiocre, ce qui change rapidement après la fondation de l'empire. Ainsi, Erfurt est élevé en ville indépendante en 1872 et est séparée de l'arrondissement d'Erfurt (de). En 1882, Nordhausen devient une ville sans arrondissement et en 1892 suit Mühlhausen, qui quitte l'arrondissement de Muhlouse-en-Thuringe (de). En 1888, l'arrondissement de Nordhausen est renommé Arrondissement du comté d'Hohenstein (de), comme il est sur le territoire de l'ancien comté d'Hohnstein. 
En 1920, le Land de Thuringe est né de l’union des petits états de Thuringe. Depuis la fin de 1918, la Land de Thuringe s’est également efforcée d’intégrer le district d’Erfurt, voire des parties du district de Mersebourg, dans le nouveau land (Grande Thuringe), ce qui suscite l'opposition du gouvernement de l'État libre de Prusse. et d'une partie importante de la population touchée, notamment de la ville d’Erfurt. 
En 1932, l'arrondissement d'Ilfeld dans le district de Hildesheim (province de Hanovre) est dissous. Son territoire est intégré à l'arrondissement du comté d'Hohenstein (de), dans le district d'Erfurt. La même année, l'arrondissement d'Erfurt (de) est dissous. Son territoire est intégré à l'arrondissement de Weißensee (de). Le 1er juillet 1944, l'arrondissement de la seigneurie de Schmalkalden est séparé de la province de Hesse-Nassau et rattaché au district d'Erfurt. Le même jour, le district d'Erfurt passe sous l'autorité du Gauleiter de Thuringe, Fritz Sauckel. En tant que partie de la Prusse, cependant, le district existe toujours formellement jusqu'au 16 juin 1945. Ce jour-là, il est incorporé au Land de Thuringe. Après la mise en place de la RDA, le siège du Land est déplacé de Weimar à Erfurt le 1er décembre 1950. En 1952, le Land de Thuringe est dissous et divisé en districts. En 1990, il est rétabli. Depuis lors, la plupart des parties de l'ancien district d'Erfurt se retrouvent dans l'État libre de Thuringe. 
À l’extérieur de l’État libre de Thuringe, il ne reste plus que Benneckenstein, qui n'est pas en 1952 avec la réforme administrative de la RDA, dans l'arrondissement de Nordhausen dans le district d'Erfurt (comme auparavant), mais dans l'arrondissement de Wernigerode (de) du district de Magdebourg. De même, Bösenrode devient une partie de l'arrondissement de Sangerhausen (de) dans le district de Halle. Bad Sachsa et Tettenborn de l'arrondissement du comté d'Hohenstein (de) sont rattachés le 1er septembre 1945 à la zone d’occupation britannique en échange de la partie orientale de l'arrondissement de Blankenburg (de), dans la limite nord du Harz. Les villages Neuseesen et Werleshausen (arrondissement d'Heiligenstadt (de)) sont transférés à la zone d'occupation américaine à cause de la ligne de chemin de fer Bebra-Göttingen (de), qui passe à travers la zone d'occupation soviétique, par l'accord de Wanfried (de) le 17 septembre 1945. En retour, les villages voisins de Hesse, Sickenberg, Asbach, Vatterode, Weidenbach et Hennigerode de l'arrondissement de Witzenhausen (de) sont transférées dans l'arrondissement d'Heiligenstadt (de) et donc dans la zone d'occupation soviétique.

## Divisions administratives
| Entité                                                                            | Superficie en 1910 (km²) | Population 1885 | Population 1910 | Population 1925 | Population 1939 | Maintenant                                                                                             |
| --------------------------------------------------------------------------------- | ------------------------ | --------------- | --------------- | --------------- | --------------- | --- |
| Erfurt                                                                            | 44                       | 58 385          | 111 463         | 135 579         | 159 201         | Erfurt                                                                                                 |
| Arrondissement d'Erfurt (de)                                                      | 281                      | 26 244          | 38 169          | 29 071          | 1               | Erfurt, Arrondissement d'Ilm, Arrondissement de Gotha, Arrondissement de Sömmerda                      |
| Arrondissement du comté d'Hohenstein (de) (siège: Nordhausen)                     | 476                      | 42 478          | 50 012          | 51 679          | 67 740 2        | Arrondissement de Nordhausen                                                                           |
| Arrondissement d'Heiligenstadt (de) (ancien nom : Arrondissement d'Obereichsfeld) | 434                      | 38 321          | 42 502          | 45 719          | 48 175          | Arrondissement d'Eichsfeld                                                                             |
| Arrondissement de Langensalza (de)                                                | 418                      | 36 778          | 38 930          | 39 632          | 40 073          | Arrondissement d'Unstrut-Hainich                                                                       |
| Mühlhausen                                                                        | 64                       | 25 141          | 35 091          | 36 755          | 41 493          | Unstrut-Hainich-Kreis                                                                                  |
| Arrondissement de Muhlouse-en-Thuringe (de)                                       | 396                      | 32 842          | 37 553          | 40 511          | 42 169          | Arrondissement d'Unstrut-Hainich                                                                       |
| Nordhausen                                                                        | 22                       | 26 960          | 32 564          | 35 056          | 40 673          | Arrondissement de Nordhausen                                                                           |
| Arrondissement de Schleusingen (siège: Suhl à partir de 1929)                     | 458                      | 41 816          | 55 189          | 58 833          | 64 711          | Suhl, Arrondissement de Hildburghausen, Arrondissement de Schmalkalden-Meiningen, Arrondissement d'Ilm |
| Arrondissement de Weißensee (de)                                                  | 292                      | 25 438          | 25 199          | 29 856          | 63 968 1        | Arrondissement de Sömmerda                                                                             |
| Arrondissement de Worbis (de) (ancien nom : Arrondissement d'Untereichsfeld)      | 445                      | 41 190          | 44 775          | 48 120          | 46 978          | Arrondissement d'Eichsfeld                                                                             |
| Arrondissement de Ziegenrück (siège: Ranis)                                       | 201                      | 15 623          | 19 328          | 19 457          | 21 414          | Arrondissement de Saale-Orla, Arrondissement de Saalfeld-Rudolstadt                                    |
| Arrondissement de la seigneurie de Schmalkalden (à partir de 1944)                | 280                      | 31 114          | 44 561          | 48 694          | 51 666          | Arrondissement de Schmalkalden-Meiningen                                                               |

1) L'arrondissement d'Erfurt (de) est intégré en 1932 à l'arrondissement de Weißensee (de).
2) L'arrondissement d'Ilfeld est intégré en 1932 à l'arrondissement du comté d'Hohenstein (de). 
Ainsi, le district a entre 1815 et 1932 une superficie de 3 531 km2, entre 1932 et 1944 3 804 km2 et entre 1944 et 1945 4 084 km2. La population est passée de 250 931 habitants en 1820 à 350 459 en 1850. En 1885, le district compte alors 411 216 habitants et 1939 636 595 habitants (sans Schmalkalden) ou 688 261 habitants (avec Schmalkalden). 
Lors de sa fondation en 1815, le district d'Erfurt comprend neuf districts d'une superficie moyenne de 400 km². À sa dissolution en 1945, neuf districts (l'arrondissement d'Erfurt (de) est dissous, l'arrondissement de la seigneurie de Schmalkalden est ajouté) et trois villes sont dans le district. 

### Villes principales
Les plus grandes villes de plus de 5 000 habitants en 1939 et les chefs-lieux d'arrondissement sont : 
| Ville                  | Population 1816 (env. ) | Population 1939 | Arrondissement             |
| ---------------------- | ----------------------- | --------------- | -------------------------- |
| Erfurt                 | 14500                   | 159201          |                            |
| Mühlhausen             | 12 000                  | 41493           |                            |
| Nordhausen             | 9500                    | 40673           |                            |
| Suhl                   | 6000                    | 23168           | Schleusingen               |
| Bad Langensalza        | 5500                    | 12982           | Langensalza (de)           |
| Sömmerda               | 2500                    | 11765           | Weißensee (de)             |
| Schmalkalden *         | 5000                    | 10661           | Seigneurie de Schmalkalden |
| Heiligenstadt          | 3000                    | 9973            | Heiligenstadt (de)         |
| Steinbach-Hallenberg * | 2200                    | 6077            | Seigneurie de Schmalkalden |
| Bleicherode            | 2500                    | 5993            | Comté d'Hohenstein (de)    |
| Schleusingen           | 2500                    | 4624            | Schleusingen               |
| Weißensee              | 2500                    | 3869            | Weißensee (de)             |
| Worbis                 | 1500                    | 2453            | Worbis (de)                |
| Ranis                  | 900                     | 2359            | Ziegenrück                 |

* à partir de 1944 
En outre, Ilversgehofen a pu être considéré comme une ville importante du district avec 12 593 habitants en 1910. Au 1er avril 1911, la ville fusionne avec la ville d'Erfurt.

## Présidents du district
- 1816-1817: Christoph von Keller
- 1817-1824: Friedrich von Motz
- 1825-1831: Ludwig vom Hagen (de)
- 1831-1844: Karl von Flemming (de)
- 1844-1845: Karl von Gerlach
- 1845-1866: Justus du Vignau (de)
- 1867-1874: Hans Wilhelm von Kotze (de)
- 1874-1884: Ludwig von Kamptz
- 1884-1898: Heinrich von Brauchitsch (de)
- 1899-1903: Kurt von Dewitz
- 1903-1918: Carl von Fidler
- 1918-1920: August von Pückler
- 1920-1929: Fritz Tiedemann (de)
- 1930-1932: Ludwig Freyseng (de)
- 1932-1935: Friedrich Bachmann (de)
- 1935-1945: Otto Weber (de)